# Lưu Tĩnh
Lưu Tĩnh (chữ Hán: 刘靖, ? – 254), tên tự là Văn Cung, người huyện Tương, Bái (quận) quốc, Duyện Châu , quan viên nhà Tào Ngụy thời Tam Quốc trong lịch sử Trung Quốc.

## Cuộc đời và sự nghiệp
Cha Lưu Tĩnh là thứ sử Dương châu Lưu Phức. Đầu những năm Hoàng Sơ (220 – 226) thời Tào Ngụy Văn đế, Lưu Tĩnh đang làm Hoàng môn thị lang, được thăng thái thú Lư Giang. Sau đó được chuyển sang quận Hà Nội, thăng Thượng thư, ban tước Quan nội hầu, ra làm Hà Nam Doãn. Lưu Tĩnh làm việc chặt chẽ, ban đầu nhân dân thấy phiền toái, về sau lại thấy tiện lợi, khen rằng ông có phong thái của cha.
Vì mẹ mất nên ông rời chức, sau đó được làm Đại tư nông vệ úy, tiến phong Quảng Lục đình hầu, thực ấp 300 hộ. Lưu Tĩnh dâng sớ phản ánh tình trạng con em quý tộc trốn tránh binh dịch nên gia nhập Thái học, chứ không có tấm lòng ham muốn học tập, đề nghị tra xét để trừng phạt bọn họ, nhằm chấn hưng học nghiệp.
Lưu Tĩnh được thăng Trấn bắc tướng quân, Giả tiết đô đốc Hà Bắc chư quân sự, cho rằng "biện pháp thông thường chẳng phải chuyên tâm phòng thủ, mà là khiến cho nhân dân và man di có ranh giới rõ ràng." Lưu Tĩnh mở rộng phạm vi phòng thủ, đồn trú những nơi hiểm yếu; lại tu sửa, mở rộng để làm nên những con ngòi rộng, đập lớn, dẫn nước nối liền nam bắc, giúp cho vùng bắc biên có thể trồng 3 thứ gạo, nhân dân được lợi.
Năm 254, Lưu Tĩnh mất, được truy tặng Chinh bắc tướng quân, tiến phong Kiến Thành hương hầu, thụy là Cảnh hầu.

## Người kế tục
- Con Lưu Tĩnh là Lưu Hi được kế tự.
- Con thứ ông, em Lưu Hi là Lưu Hoằng sau trở thành danh tướng cuối đời Tây Tấn.